# Alexander Goligoski
Alexander Marcus Flint Goligoski, dit Alex Goligoski, (né le 30 juillet 1985 à Grand Rapids dans l'État du Minnesota aux États-Unis) est un joueur professionnel américain de hockey sur glace. Il est actuellement un joueur du Wild du Minnesota. Il remporte la Coupe Stanley avec l'organisation des Penguins de Pittsburgh en saison 2008-2009,.

## Biographie

### Carrière junior
Goligoski commence sa carrière dans l’United States Hockey League (USHL), ligue junior des États-Unis, au sein de l'équipe des Lancers de River City en 2002 en jouant une dizaine de matchs ; il joue également au cours de la saison avec les Thunderhawks de sa ville natale de Grand Rapids,. La saison suivante, il joue toujours pour les Thunderhawks mais participe également à dix rencontres avec le Stampede de Sioux Falls de l'USHL. Au cours de l'été 2004, il est choisi par les Penguins de Pittsburgh lors du deuxième tour du repêchage d'entrée dans la Ligue nationale de hockey, le 61e joueur choisi, quatrième choix des Penguins derrière Johannes Salmonsson en 31e position et Ievgueni Malkine, deuxième choix au total du repêchage.
Il ne rejoint pas pour autant la LNH et décide de poursuivre ses études en intégrant l'université du Minnesota. Il y joue pendant trois saisons avec l'équipe de l'université, les Golden Gophers du Minnesota, dans le championnat universitaire (NCAA). Lors de sa première saison avec les Golden Gophers, il reçoit l'honneur d'être sélectionné dans l'équipe type des recrues d’Inside College Hockey,. Pour sa deuxième saison, en 2004-2005, il totalise 39 points en 44 matchs pour le deuxième meilleur total pour un défenseur du championnat. Pour sa troisième saison dans la NCAA, il est nommé dans l'équipe type de l'Ouest de la NCAA, la Western Collegiate Hockey Association. Il reçoit également le titre de défenseur de l'année,.

### Carrière professionnelle
Au cours du mois de juillet 2007, il signe son premier contrat professionnel avec les Penguins de Pittsburgh et rejoint l'effectif 2007-2008 des Penguins de Wilkes-Barre/Scranton, équipe de la Ligue américaine de hockey affiliée à Pittsburgh. Appelé à jouer le Match des étoiles de la LAH lors de sa première saison, il fait également ses débuts dans la LNH avec Pittsburgh lors d'une défaite 2-1 contre les Bruins de Boston le 13 février,. Rappelé au cours des séries de la Coupe Stanley avec les Penguins, il ne joue pas pour autant un seul match. Pendant ce temps, il inscrit de nombreux points au cours des séries de la coupe Calder avec Wilkes-Barre/Scranton et décroche même le record pour le nombre de points inscrits au cours des séries pour un défenseur de la LAH — il totalise alors 28 points.
Il commence la saison 2008-2009 dans l'effectif de Pittsburgh et inscrit son premier but dans la LNH le 5 octobre 2008 contre les Sénateurs d'Ottawa. Il profite des blessures des défenseurs principaux de l'équipe : Sergueï Gontchar et Ryan Whitney pour jouer un peu moins d'une cinquantaine de rencontres de la saison régulière. Les Penguins se qualifient une nouvelle fois pour les séries éliminatoires de la Coupe Stabnley puis remportent la finale. Même si Goligoski ne joue que deux matchs de ces séries victorieuses, il fait partie de l'équipe gravée sur le fameux trophée du monde du hockey. Le 17 juillet 2009, il signe une prolongation de contrat de trois saisons avec les Penguins.
Le 21 février 2011, il est échangé aux Stars de Dallas en retour de Matt Niskanen et James Neal.
La saison suivante, il signe un contrat de 4 ans qui lui rapportera 18,4 millions de $ au total avec les Stars.
Le 16 juin 2016, les Stars échangent ses droits de négociations aux Coyotes de l'Arizona en échange d'un choix de cinquième ronde au repêchage 2016.
Le 5 septembre 2024, Goligoski annonce sa retraite du hockey.

## Statistiques
| Saison     | Équipe                       | Ligue      |       | Saison régulière | Saison régulière | Saison régulière | Saison régulière | Saison régulière |   | Séries éliminatoires | Séries éliminatoires | Séries éliminatoires | Séries éliminatoires | Séries éliminatoires |
| Saison     | Équipe                       | Ligue      | PJ    | B                | A                | Pts              | Pun              | PJ               | B | A                    | Pts                  | Pun                  |                      |                      |
| 2002-2003  | Lancers de River City        | USHL       | 10    | 0                | 1                | 1                | 0                | 1                | 0 | 0                    | 0                    | 0                    |                      |                      |
| 2002-2003  | Thunderhawks de Grand Rapids | USHS       | 28    | 14               | 20               | 34               | 22               | -                | - | -                    | -                    | -                    |                      |                      |
| 2003-2004  | Stampede de Sioux Falls      | USHL       | 10    | 0                | 2                | 2                | 6                | -                | - | -                    | -                    | -                    |                      |                      |
| 2003-2004  | Thunderhawks de Grand Rapids | USHS       | 26    | 25               | 31               | 56               | 16               | -                | - | -                    | -                    | -                    |                      |                      |
| 2004-2005  | Golden Gophers du Minnesota  | NCAA       | 32    | 5                | 15               | 20               | 44               | -                | - | -                    | -                    | -                    |                      |                      |
| 2005-2006  | Golden Gophers du Minnesota  | NCAA       | 41    | 11               | 28               | 39               | 63               | -                | - | -                    | -                    | -                    |                      |                      |
| 2006-2007  | Golden Gophers du Minnesota  | NCAA       | 44    | 9                | 30               | 39               | 51               | -                | - | -                    | -                    | -                    |                      |                      |
| 2007-2008  | Penguins de WBS              | LAH        | 70    | 10               | 28               | 38               | 53               | 23               | 4 | 24                   | 28                   | 18                   |                      |                      |
| 2007-2008  | Penguins de Pittsburgh       | LNH        | 3     | 0                | 2                | 2                | 2                | -                | - | -                    | -                    | -                    |                      |                      |
| 2008-2009  | Penguins de WBS              | LAH        | 26    | 2                | 16               | 18               | 16               | 9                | 1 | 5                    | 6                    | 10                   |                      |                      |
| 2008-2009  | Penguins de Pittsburgh       | LNH        | 45    | 6                | 14               | 20               | 16               | 2                | 0 | 1                    | 1                    | 0                    |                      |                      |
| 2009-2010  | Penguins de Pittsburgh       | LNH        | 69    | 8                | 29               | 37               | 22               | 12               | 2 | 6                    | 8                    | 2                    |                      |                      |
| 2010-2011  | Penguins de Pittsburgh       | LNH        | 60    | 9                | 22               | 31               | 28               | -                | - | -                    | -                    | -                    |                      |                      |
| 2010-2011  | Stars de Dallas              | LNH        | 23    | 5                | 10               | 15               | 12               | -                | - | -                    | -                    | -                    |                      |                      |
| 2011-2012  | Stars de Dallas              | LNH        | 71    | 9                | 21               | 30               | 16               | -                | - | -                    | -                    | -                    |                      |                      |
| 2012-2013  | Stars de Dallas              | LNH        | 47    | 3                | 24               | 27               | 18               | -                | - | -                    | -                    | -                    |                      |                      |
| 2013-2014  | Stars de Dallas              | LNH        | 81    | 6                | 36               | 42               | 28               | 6                | 1 | 3                    | 4                    | 8                    |                      |                      |
| 2014-2015  | Stars de Dallas              | LNH        | 81    | 4                | 32               | 36               | 24               | -                | - | -                    | -                    | -                    |                      |                      |
| 2015-2016  | Stars de Dallas              | LNH        | 82    | 5                | 32               | 37               | 34               | 13               | 4 | 3                    | 7                    | 6                    |                      |                      |
| 2016-2017  | Coyotes de l'Arizona         | LNH        | 82    | 6                | 30               | 36               | 28               | -                | - | -                    | -                    | -                    |                      |                      |
| 2017-2018  | Coyotes de l'Arizona         | LNH        | 78    | 12               | 23               | 35               | 26               | -                | - | -                    | -                    | -                    |                      |                      |
| 2018-2019  | Coyotes de l'Arizona         | LNH        | 76    | 3                | 24               | 27               | 16               | -                | - | -                    | -                    | -                    |                      |                      |
| 2019-2020  | Coyotes de l'Arizona         | LNH        | 70    | 4                | 28               | 32               | 24               | 9                | 0 | 0                    | 0                    | 2                    |                      |                      |
| 2020-2021  | Coyotes de l'Arizona         | LNH        | 56    | 3                | 19               | 22               | 14               | -                | - | -                    | -                    | -                    |                      |                      |
| 2021-2022  | Wild du Minnesota            | LNH        | 72    | 2                | 28               | 30               | 34               | 4                | 0 | 0                    | 0                    | 2                    |                      |                      |
| 2022-2023  | Wild du Minnesota            | LNH        | 46    | 2                | 4                | 6                | 16               | -                | - | -                    | -                    | -                    |                      |                      |
| 2023-2024  | Wild du Minnesota            | LNH        | 36    | 0                | 10               | 10               | 18               | -                | - | -                    | -                    | -                    |                      |                      |
| Totaux LNH | Totaux LNH                   | Totaux LNH | 1 078 | 87               | 388              | 475              | 376              | 47               | 7 | 14                   | 21                   | 20                   |                      |                      |

## Trophées et honneurs

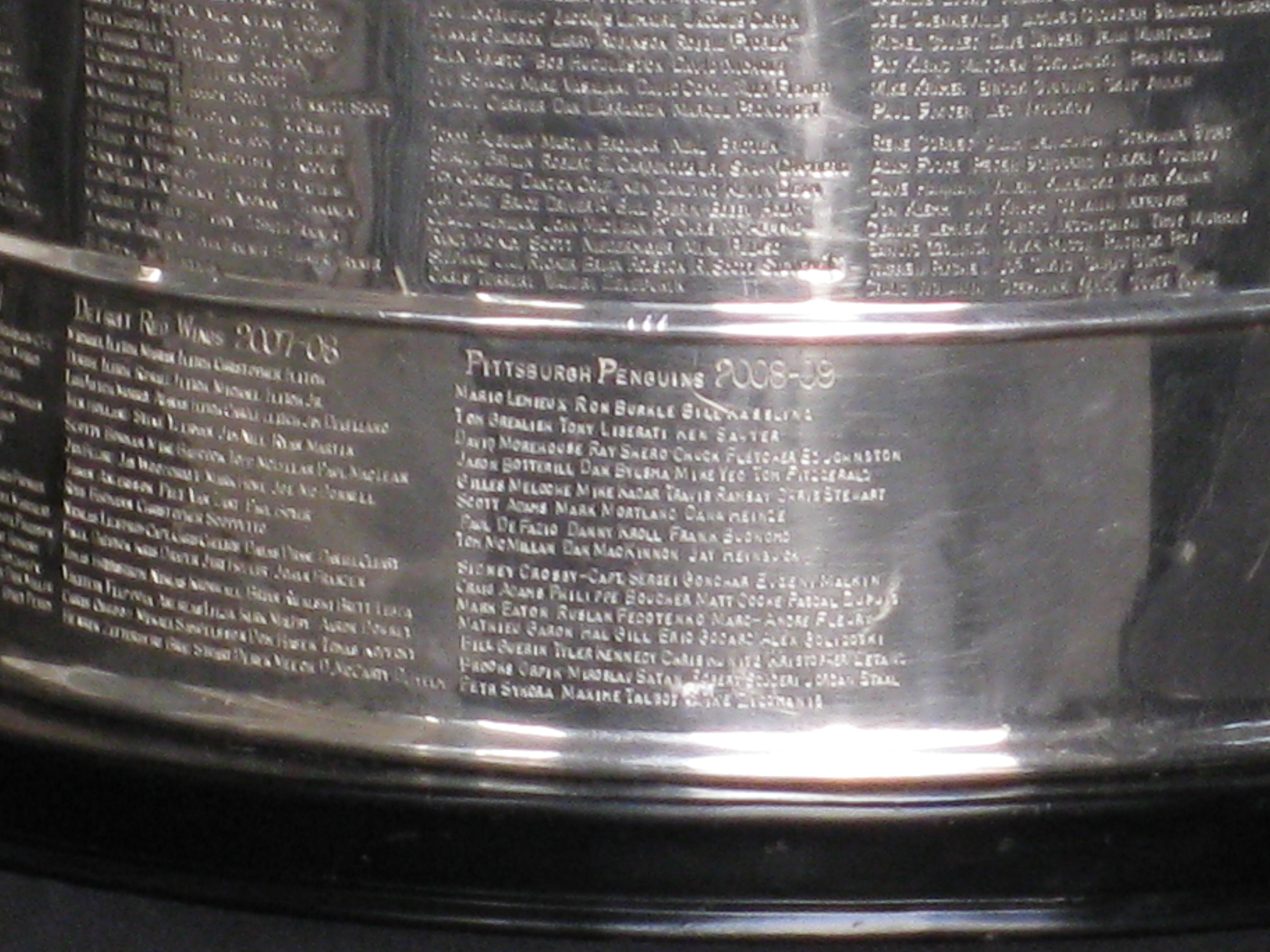
La Coupe Stanley et l'effectif 2008-2009 des Penguins gravé dessus.

### NCAA
- 2004-2005 : membre de l'équipe des recrues de la WCHA
- 2005-2006 : membre de la deuxième équipe type de la WCHA et dans la troisième équipe de la NCAA
- 2006-2007 : membre de la première équipe type de la WCHA, de la NCAA et élu défenseur de l'année

### Ligue américaine de hockey
- 2007-2008 : joue le Match des étoiles de la LAH

### Ligue nationale de hockey
- 2008-2009 : remporte la coupe Stanley avec les Penguins de Pittsburgh